# Ghiacciaio Pirin
Il ghiacciaio Pirin (in inglese Pirin Glacier) (64°05′30″S 60°43′00″W) è un ghiacciaio lungo 5,7 km e largo 6, situato sulla costa di Davis, nella parte nord-occidentale della Terra di Graham, in Antartide. In particolare, il ghiacciaio si trova a ovest della distesa di ghiaccio chiamata ghiaccio pedemontano Wright, a nord del ghiacciaio Gregory e a est del ghiacciaio Samodiva; da qui fluisce in direzione nord-nordovest dal picco Boulton fino a entrare nella baia di Curtiss, a est di punta Seaplane.

## Storia
Il ghiacciaio Pirin è stato così battezzato dalla Commissione bulgara per i toponimi antartici in associazione con il Pirin, una catena montuosa della Bulgaria sudoccidentale. 